# 泉南市立西信達中学校
泉南市立西信達中学校（せんなんしりつ にししんだちちゅうがっこう）は、大阪府泉南市にある公立中学校。

## 沿革
1947年4月1日の学制改革により、当時の泉南郡西信達村は単独で新制中学校を設置することになり、西信達村立中学校として開校した。
その後1956年9月30日には西信達村など周辺6町村が合併して泉南郡泉南町が発足した。これに伴い従来の西信達村立中学校は泉南町立西信達中学校へと改称した。
泉南町は1970年7月1日に市制施行し、泉南市となった。これに伴い同日付で泉南市立西信達中学校に改称している。

## 交通
- 南海本線 岡田浦駅 南東へ約400m。